# 라마단 소비
라마단 소비 라마단 아흐메드(아랍어: رمضان صبحي رمضان أحمد, 1997년 1월 23일 ~ )는 이집트의 축구 선수로, 현재 이집트 프리미어리그의 피라미즈 FC와 이집트 축구 국가대표팀에서 윙어로 뛰고 있다.